# لانگ ویتنهم
لانگ ویتنهم (به انگلیسی: Long Wittenham) یک روستا و محله مدنی در بریتانیا است که در آکسفورد غربی واقع شده‌است. لانگ ویتنهم ۱٫۱۸ کیلومتر مربع مساحت و ۸۸۷ نفر جمعیت دارد.